# Machinga (district)
Machinga is een district in de zuidelijke regio van Malawi. De hoofdstad van het district heet ook Machinga. Het district heeft een oppervlakte van 3771 km² en heeft een inwoneraantal van 369.614.